# Església de Sant Miquel de Sorerols
L'església de Sant Miquel de Sorerols es troba sobre un turonet davant la casa Sobirana, als contraforts de la serralada que separa l'Esquirol de Tavertet i mirant sobre la vall del Ter al mig del pantà de Sau. S'alça una vintena de metres més avall del cim del puig on s'assenten les ruïnes del castell de Sorerols.

## Història
Aquesta església es trobava dins el terme del castell de Sorerols. Fou primer parròquia i passà posteriorment a sufragània de Sant Cristòfol de Tavertet. Les primeres notícies es troben en la llista de parròquies del bisbat de Vic, entre 1025 i 1050, on apareix la parròquia de «Solerols». El 1061-1062 es torna a documentar en l'acte de consagració de Sant Romà de Sau i el 1091, fou consagrada per Berenguer Sunifred de Lluçà, bisbe de Vic que confirmà delmes i primícies. El cobrament dels delmes fou motiu de conflictes que finiren amb la intervenció del bisbe de Vic, que el 1138, confirmà la dotació i els drets que tenia als masos de la parròquia.
Tenim constància de la vitalitat de l'església durant els segles xi i xii. Amb la pesta negra, el cens que havia arribat a tenir 25 famílies es reduí a dues. Al segle xiv, degut a la despoblació, passà a ser sufragània de Sant Cristòfol de Tavertet. L'edifici consagrat el 1091 sembla que fou acabat més tard, en construir un campanar d'espadanya i apujar la coberta. En els segles xvii-xviii, se li afegí una petita sagristia.
El 1855, s'intentà fusionar els antics termes parroquials de Sant Miquel de Sorerols, que constava de 11 famílies, i Sant Bartomeu Sesgorgues i constituir una nova parròquia que havia de construir l'església prop del mas Mierons, però el projecte no reeixí.
El 1956 s'inicià la restauració de la capella i se suprimí la sagristia.

## Arquitectura
És un edifici d'una sola nau capçada a llevant per un absis semicircular, el qual s'obre mitjançant un ample plec i el presbiteri està aixecat dos esglaons de la resta de la nau, la qual està lleugerament desviada. La nau ha estat coberta amb una volta de canó, reforçada per tres arcs torals col·locada a plec de llibre. Sembla que es va construir en dues fases molt properes en el temps.
Exteriorment, l'absis és decorat amb arquets cecs en sèries de tres entre lesenes i s'hi obren tres finestres de doble esqueixada. Aquesta decoració s'estén a la meitat de llevant dels murs de migjorn i de tramuntana, mentre que la meitat de ponent és nua d'ornamentació.
La porta d'entrada, molt senzilla, amb les dovelles de l'arcada refoses i remarcades amb dues filades de pedres planes. Davant l'església hi ha un tancat que correspon al cementiri. Coronant la façana de ponent hi ha un campanar d'espadanya amb dos arcs i coberta de lloses.
L'aparell de l'edifici ha estat fet amb petits carreus desbastats i escairats, travats amb abundant morter de calç i disposats en filades uniformes i regulars, de manera molt ordenada.
Jutjant l'estructura i la decoració, va ser construïda en dues fases, dins la segona meitat del segle xi, segons els models de l'arquitectura llombarda.